# إي. ألان فارنزورث
إي. ألان فارنزورث (بالإنجليزية: Edward Allan Farnsworth)‏ هو كاتب أمريكي، ولد في 30 يونيو 1928، وتوفي في 31 يناير 2005 في إنغلوود في الولايات المتحدة.